# 马德西人
摩提舍（मधेश Madhēśa）是梵語摩陀耶提舍（羅馬化：Madhya deśa）在當地雅利安語中的合音詞，指尼泊爾南部、印度北部交界的一片地區，意爲“中央之國”。马德西人或摩提舍人，是人種學家根據當地人的自稱“摩提屍”（मधेशी Madhēśī，卽住在摩提舍的人）用於居住在尼泊爾德賴平原的東雅利安語民族的統稱，其中包括各種文化團體，如印度教種姓團體、穆斯林、商人和德賴土著居民。許多這些團體與印度比哈爾邦，北方邦和西孟加拉邦的居民分享共同的文化傳統和婚姻關係。最近有一些政治家和記者把這個詞用在了德賴平原的所有尼泊爾公民身上。
從尼泊爾中央丘陵移居到德賴的帕哈里人和塔魯族，不認為自己是摩提舍人。摩提舍人包括從婆羅門到賤民各種姓團體以及族裔團體，如梅蒂利人。自十八世紀末以來，印度移民在當今尼泊爾德賴地區東部定居，當時尼泊爾的國王鼓勵砍伐該地區的森林以發展農業。

## 民族
以梅蒂利族和博傑普里人爲主，也有少量跋阇族等。值得注意的是梅蒂利族的文化中心贾纳克布尔是在尼泊爾，而不是印度。

## 歷史
自十八世紀末以來，尼泊爾沙阿王朝的統治者通過向新移民提供的一系列補貼鼓勵印度人定居在德賴東部。隨著乾旱和嚴重洪水，1770年代至1780年代，比哈爾地區發生了一場由乾旱引起的飢荒，比哈爾農民遷入尼泊爾德賴，在那裡將森林轉化為農地。1846年至1950年間，鄰國印度的移民人數增加。他們最終在尼泊爾東部德萊與本地的德賴人民一起定居。在十九世紀中期，來自阿瓦德地區的穆斯林被邀請到尼泊爾德賴平原西部定居，在那裡他們把大面積的森林轉化為農地。
自20世紀40年代末以來，尼泊爾德賴地區的政治家使用“摩提屍”這個詞來區分德賴人和山區人的利益。20世紀50年代，尼泊爾德賴大會黨向中央要求更多的自主權，印地語作為民族語言的認可，增加摩提舍人的就業機會。在1961年至1990年期間，無黨派評議會政府執行將各種文化團體轉化為泛尼泊爾身份的政策。法律指令解決族裔群體不平等和使歧視成為罪行。1990年春季人民運動後，處於不利地位的群體要求更公平地分配政治資源，如公務員入職。
尼泊尔亲善党始遊說马德西人的社會文化，語言和政治權利。尼泊爾內戰結束後，马德西人的權利和要求問題的討論尤其是在梅德西人的知識分子和政治精英階層中有所增加。有些梅德西人要求成立自治的马德西省，並在2007年組織了暴力示威，以執行他們的要求。由马德西人組織組成的马德西聯合民主陣線迫使政府以“一個马德西邦”的座右銘接受這一自治觀念。但德賴平原幾個民族和宗教團體如塔魯族和穆斯林反對和抵制這一政策。马德西人也和其他德賴土著:高低種姓的马德西人之間也存在衝突。

## 人口
尼泊爾德賴平原總計33,998.8平方公里（13,127.0平方英里），約佔尼泊爾土地面積的23.1％。 截至2001年，尼泊爾約48.5％的人口居住在德賴，每平方公里的最高密度人口為330.78人。 截至2011年6月，尼泊爾德賴地區人口共計13,318,705人，其中包括120多個不同民族和種姓。

## 尼泊爾公民權
1952年，尼泊爾通過公民法，如在該國居留在該國至少五年則可成為公民。1963年“公民法”，居留在該國至少五年，從事商業和以讀和寫尼泊爾文。“尼泊爾2015年憲法”載入了歸化的尼泊爾公民身份，可以通過以下方式獲得：與尼泊爾人結婚的外國婦女;尼泊爾婦女和外國人的孩子。

## 文化
马德西人的文化複雜多樣。穆斯林和土著說自己的語言，並有不同於印度種姓群體的不同文化傳統。後者包含至少43個不同的種姓。
許多马德西穆斯林主張他們起源於印度，阿富汗，阿拉伯和波斯。它們受到印度種姓制度的等級制度的影響，區別只在於它不是基於污染和純潔的原則，而是基於職業。
最多人說梅蒂利語，最多人信仰印度教，其次是伊斯蘭教，佛教和基督教。

## 與印度的關係
在2008年尼泊爾制憲大會選舉後，印度政治家們一直在努力爭取在尼泊爾德賴地區獲得戰略利益，例如水力發電，發展項目，商業和貿易。通過支持2015年的尼泊爾封鎖，印度試圖主宰尼泊爾的內部政治，並煽動尼泊爾內部的衝突(起因與梅德西人有關)。